# Manuela Furlan
Pour les articles homonymes, voir Furlan.

a Compétitions nationales et continentales officielles uniquement.

b Matchs officiels uniquement.
Manuela Furlan, née le 30 juin 1988 à Trieste (Italie), est une joueuse internationale italienne de rugby à XV évoluant au poste d'arrière. Elle joue à Villorba Rugby. 
Sélectionnée à 89 reprises, elle est capitaine de l'équipe d'Italie de 2018 à 2022. 

## Biographie
Manuela Furlan naît le 30 juin 1988 à Trieste en Italie. Elle grandit dans une famille de joueurs de rugby à XV mais pratique le volley-ball jusqu'à 17 ans. C'est finalement son amie Elena Bisetto (internationale) qui l'incite à la rejoindre au rugby. Elle intègre les rangs des Red Panthers du Benetton Trévise, une des équipes dominantes du Championnat d'Italie.
En 2009, elle fait ses débuts internationaux avec l'équipe d'Italie face à l'Angleterre. 
Auréolée de quatre titres nationaux, elle tente l'aventure anglaise en compagnie de Jessica Busato et Michela Sillari : elles rejoignent les Aylesford Bulls (en) (futures Harlequins) et remportent un nouveau titre. 
Après la Coupe du monde 2017, elle rentre en Italie et rejoint les Ricce de Villorba Rugby. 
En novembre 2018, Manuela Furlan est nommée capitaine de la Squadra Azzurra, elle succède à Sara Barattin. 
Elle se blesse au genou contre la France, lors d'un match de préparation à la Coupe du monde 2021. Elle est sélectionnée dans l'espoir qu'elle soit remise à temps pour jouer. Elle réussit à jouer quelques minutes lors du dernier match, à nouveau contre la France. Diminuée physiquement, elle ne reprend même pas avec son club et elle annonce sa retraite en mars 2023. Elle reste dans le giron du club et assiste aussi bien l'encadrement de l'équipe première que celui de l'école de rugby.
À l'été 2025, Manuela Furlan annonce son retour avec le club de Villorba Rugby. Elle explique ne pas supporter l'idée d'avoir fini sa carrière sur une blessure, et surtout elle se dit regonflée moralement après deux ans sans jouer.

## Palmarès

### En club
- Vainqueur du Championnat d'Italie en 2006, 2008, 2009, 2011 et 2019.
- Vainqueur du Championnat d'Angleterre en 2017.

### Rugby à sept
- Médaille d'argent à l'universiade d'été de 2013.